# Брагинская, Нина Владимировна
Ни́на Влади́мировна Браги́нская (род. 15 мая 1950, Москва) — советский и российский историк культуры, антиковед, переводчик, публикатор и комментатор греческих и латинских авторов, наследия российских антиковедов (О. М. Фрейденберг, Я. Э. Голосовкер, В. И. Иванов). Доктор исторических наук (1992). Профессор Института восточных культур и античности РГГУ (с 2003), профессор и главный научный сотрудник Института классического Востока и античности НИУ ВШЭ (с 2017), член диссертационного совета по истории НИУ ВШЭ. Член редколлегии исторического журнала Arbor mundi, член редсовета международного научного журнала «Платоновские исследования».

## Биография
По её собственному рассказу, с детства знакомилась с диссидентской литературой, которая попадала ей от старшего поколения семьи — читала книги Солженицина в рукописях, работы Варлама Шаламова, её семья общалась с семьёй Льва Копелева. Всё это повлияло на формирование личности Брагинской.
В 1967 году поступила на классическое отделение филологического факультета МГУ, которое окончила с отличием в 1972 году. Во время учёбы познакомилась и подружилась с О. А. Седаковой.
Была рекомендована кафедрой к поступлению в аспирантуру, но из-за вмешательства парткома кафедре было запрещено как принимать Н. В. Брагинскую в аспирантуру МГУ, так и давать рекомендации для поступления в аспирантуру любого другого вуза СССР.
В 1972—1974 годах преподавала латинский язык в Московском издательско-полиграфическом техникуме, а также один семестр — на заочном отделении Московского областного педагогического института им. Н. К. Крупской.
Публикуется с 1973 года. С самого начала профессиональной работы и на протяжении многих лет получала постоянную поддержку М. Л. Гаспарова, состояла с ним в переписке, а позднее выступала с воспоминаниями и статьями о нём.
В 1974 году в Тартуском университете выступила на симпозиуме по вторичным моделирующим системам. Переводила латинские тексты в книгах Испанская эстетика: Ренессанс. Барокко. Просвещение (М.: Искусство, 1977), Петер Пауль Рубенс. Письма. Документы. Суждения современников (М.: Искусство, 1977).
В 1974—1977 обучалась в очной аспирантуре Института истории искусств по специальности «Античный театр», где её научным руководителем был А. А. Аникст. Была членом профсоюзного комитета литераторов при издательстве Художественная литература.
В 1980—1984 годах работала лифтёром на Часовой улице, опубликовав при этом несколько десятков научных работ. В это время посещала семинары Ю. А. Левады, а также принимала участие в Випперовских чтениях, Тыняновских чтениях, публиковалась в Тыняновских сборниках.
В 1987 году участвовала в работе клуба «Перестройка», работавшего в стенах ЦЭМИ, там же вошла в инициативную группу по созданию общества «Мемориал». Первоначальное название общества - Памятник, использовалось по её инициативе. В 1989—1992 годах сотрудничала с Научно-исследовательским и просветительским центром общества «Мемориал».
В 1991 в Институте всеобщей истории во время защиты диссертации на соискание учёной степени кандидата исторических наук по теме Генезис и структура диалога перед изображением и «Картины» Филострата Старшего, которую предприняла по настоянию А. Я. Гуревича, получила предложение переквалифицировать её на соискание учёной степени доктора исторических наук, защита которой состоялась в 1992 году.
Ведущий, а затем главный научный сотрудник Института высших гуманитарных исследований РГГУ (1992-2017)
В 1991—1993 годах преподавала на кафедре истории и теории мировой культуры философского факультета МГУ. До конца 1997 года работала старшим, затем ведущим научным сотрудником возглавляемого А. Я. Гуревичем сектора Института всеобщей истории РАН.
До июля 1995 года была внештатным экспертом и руководителем образовательных программ в Фонде Сороса.
До конца 2000 читала специальный курс и выступала в качестве научного руководителя дипломных работ студентов и диссертации у аспирантов кафедры истории зарубежного театра РАТИ—ГИТИС.
В различных вузах Москвы читала курсы и вела семинары по архаическому театру, сравнительному изучению позднеантичной прозы, современным проблемам антиковедения, истории отечественного антиковедения. Выступала с лекциями и докладами в университетах Варшавы, Гданьска, Хельсинки, в Сорбонне, в Колумбийском, Принстонском и Рутгерском университетах, Миддлбери-колледже, в Лос-Анджелесе, Блумингтоне, Лиссабоне, в Афинском университете, Иерусалимском университете, в культурном центре Дельф и др.
Муж, Дмитрий Николаевич Леонов — математик, переводчик и правозащитник; сын Андрей (род. 1988).

## Научная деятельность
Брагинская — автор свыше 200 работ.
Ей принадлежат многочисленные переводы и комментарии трудов греческих и римских авторов Аристотеля, Тита Ливия, Плутарха, Диона Хризостома, Цицерона. Под её научной и литературной редакцией издан фундаментальный многотомный труд Греческие и римские авторы о евреях и иудаизме (1997—2001)  и др. Занимается библеистикой, опубликовала ряд работ в соавторстве с А.Шмаиной-Великановой.
Избранные работы:

### Переводы
- «Аристотель. Этика» (2002; перев. с древнегреч., комментарий, научный аппарат)

### Монографии
- Влажное слово. Византийский ритор об эротическом романе. М.: РГГУ, 2003
- Мировая безвестность: Ольга Фрейденберг об античном романе. М.: ГУ — ВШЭ, 2009 (короткий список премии Андрея Белого)

### Статьи
- Брагинская Н. В., Виноградов А. Ю., Шмаина-Великанова А. И. Четыре стороны сота // Gaudeamus igitur. Сборник статей к 60-летию А. В. Подосинова. — М., 2010.— С. 71-88.
- Брагинская Н. В., Виноградов А. Ю., Шмаина-Великанова А. И. Был ли крест на медовом соте? // Arbor mundi. — 2010. — Вып. 17. — С. 132—178.

### Работы на внешних ресурсах
- На сайте academia